# ژان-ماری گرز
ژان-ماری گرز (انگلیسی: Jean-Marie Grezet؛ زادهٔ ۱۶ ژانویهٔ ۱۹۵۹) دوچرخه‌سوار اهل سوئیس است.